# Hesperia (revista)
Hesperia es una publicación de revisión por pares editada trimestralmente por la Escuela Americana de Estudios Clásicos de Atenas. Se fundó en 1932 para la publicación de los trabajos de la escuela, que anteriormente se publicaban en el American Journal of Archaeology, lo que sigue siendo el objetivo principal de la revista en la actualidad. También acepta otros trabajos de estudiosos de la arqueología, el arte, la epigrafía, la historia y la literatura griegas.